# Familia Dunszt
La familia Dunszt, anteriormente conocida como Dunst, es una dinastía europea de origen suabo con raíces en Stuttgart, Alemania. A lo largo de los siglos XIX y XX, varios de sus miembros se establecieron en Hungría, donde se consolidaron como una de las familias más influyentes en el sector de la hostelería y restauración, especialmente en la ciudad de Kecskemét.
Fundada por Ferenc Dunszt, la familia se distinguió inicialmente por sus emprendimientos en la venta de vino y la gestión de establecimientos gastronómicos, contribuyendo decisivamente al desarrollo del panorama hostelero local. Con el paso de las décadas, el linaje se diversificó hacia otros sectores económicos como las finanzas, la construcción y la industria alimentaria.Actualmente existen diversas ramas de la familia Dunszt, con miembros radicados en Hungría, Alemania, Austria, Eslovaquia y los Estados Unidos. En Hungría, los descendientes viven mayoritariamente en Kecskemét, Budaörs, Nagykovácsi y Budapest.

## Orígenes de la familia
Ferenc Dunszt, considerado el patriarca de la dinastía, se estableció en Kecskemét en 1850, ciudad en la que inició su actividad comercial mediante la venta de vino. A finales de esa década firmó un contrato con el ayuntamiento local para operar una taberna oficial, y en 1871 obtuvo los derechos de ciudadanía. Durante los años 1860, abrió su propio restaurante, sentando las bases de una larga tradición familiar en el ámbito de la hostelería.
Su hijo, József Dunszt, comenzó su carrera como aprendiz de carnicero y más tarde estudió hostelería. Su trayectoria profesional se inició en el balneario de Lipik, y posteriormente trabajó como administrador en la finca Bolváry de Zlatno, antes de regresar a Kecskemét. A su regreso, dirigió el restaurante del paseo (Sétatéri vendéglő) y más tarde adquirió el edificio donde su padre había operado su restaurante, transformándolo en el afamado Hotel Royal.
De sus catorce hijos, varios continuaron con la tradición familiar en el sector de la restauración, entre ellos Adorján y Gyula, quienes asumieron la dirección del Hotel Royal tras la muerte de su padre.
A comienzos del siglo XX, la familia Dunszt ya era reconocida como una de las dinastías hosteleras más prominentes de Kecskemét, con una influencia que perduró durante generaciones y moldeó significativamente la vida gastronómica y social de la ciudad.